# Sedum hirsutum
Uva de gato (Sedum hirsutum) es una especie de la familia de las crasuláceas.

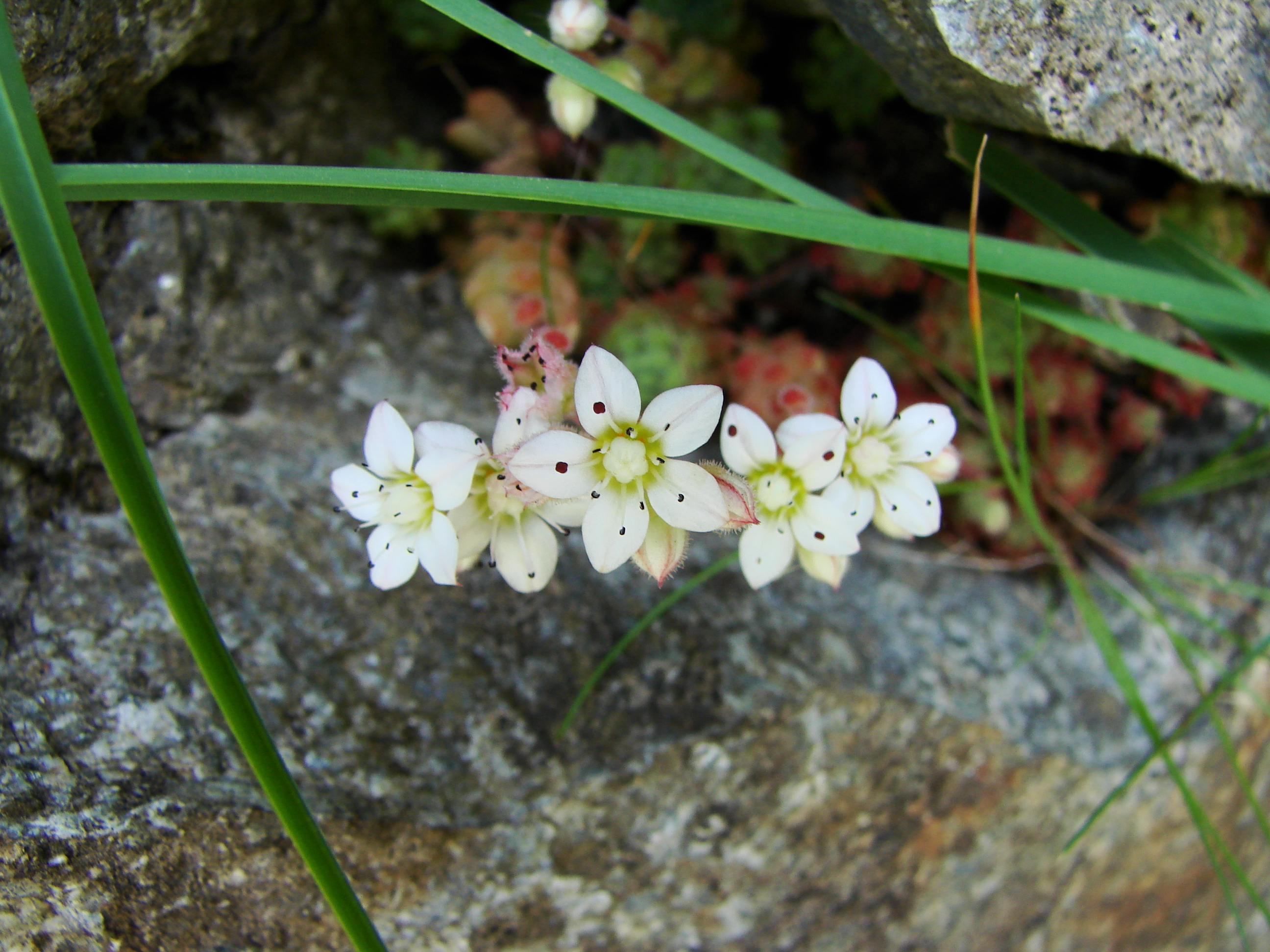
Detalle de las flores

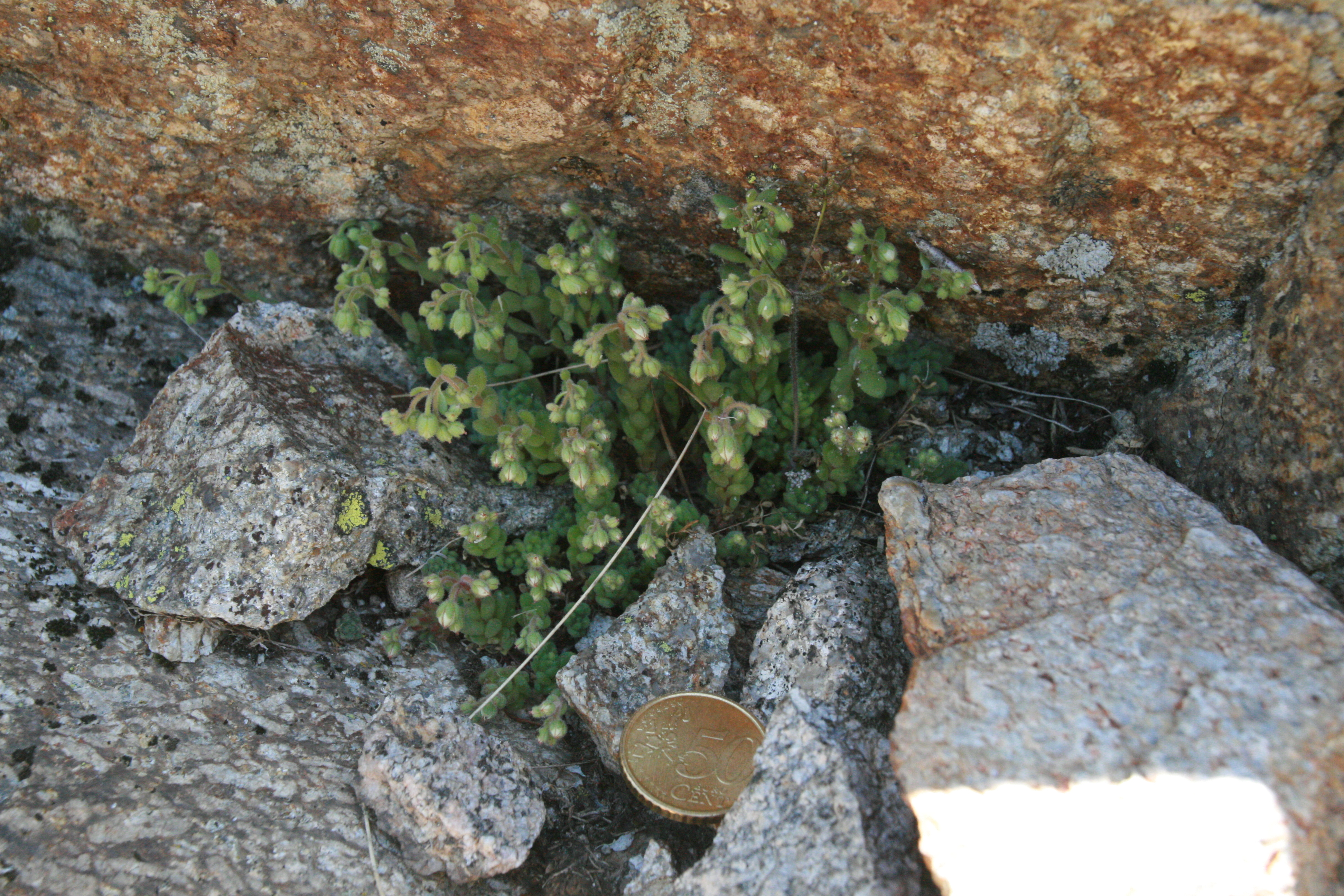
En su hábitat

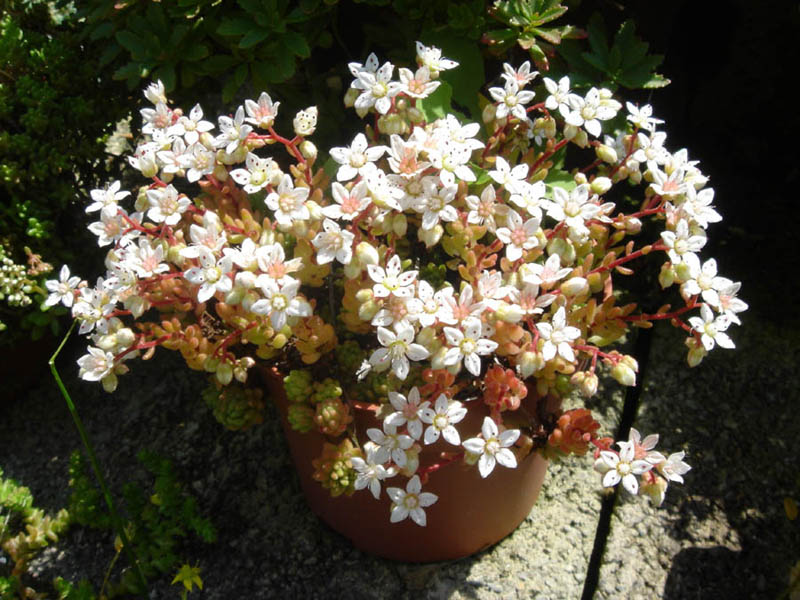
Como planta ornamental

## Descripción
Es una planta perenne, piloso-glandulosa en todas su partes, a veces incluso algo viscosa. Raíz principal generalmente desarrollada, con numerosas raicillas finas que nacen también de los tallos laterales. Tallos de hasta 15 cm, que nacen del centro de las rosetas basales, poco divididos, foliosos; numerosos renuevos estériles. Hojas 6-14 x 1,5-5,5 mm, alternas o, a veces, subopuestas, obovales u oblongo-espatuladas, carnosas, planas por la cara superior, verdosas. Inflorescencia en panícula pauciflora, con pequeñas brácteas carnosas, oblongas. Flores pentámeras; pedicelos 1,5-2,5 mm. Sépalos 2,5-3 x 1,5-2,5 mm, oval-oblongosu ovales, agudos. Pétalos 5,5-6(7) x 2,5-3(3,5) mm, estrechamente oblongos,agudos, blancos o rosados, con un nervio dorsal a menudo rojizo, soldados en la base 1/3-1/4 de su longitud. Estambres 10, más cortos que los pétalos; filamentos blancos, generalmente con algunas papilas hialinas en sus bordes; anteras moradas, en forma de herradura. Folículos 2,5-3,5 mm, erectos, de color castaño claro, pelosos por su cara interna; estilo de 1 mm. Semillas numerosas,diminutas, ovoides; testa acostillada; ápice agudo. Tiene un número de cromosomas de n = 9; 2n = 18, 20, 60.

## Distribución y hábitat
Se encuentra en roquedos generalmente graníticos, cuarcitas, gleras, paredes, muros, etc., sobre suelos pobres en bases; a una altitud de 0-2500 metros en el SW de Europa y Norte de África. Mitad septentrional de la península ibérica y rara en la meridional. 

## Taxonomía
Sedum hirsutum fue descrita por Carlo Allioni y publicado en Flora Pedemontana 2: 122, t. 65, f. 5. 1785.
Etimología
Ver: Sedum
hirsutum: epíteto latino que significa "peludo".
Sinonimia
- Leucosedum hirsutum (All.) Fourr.
- Oreosedum hirsutum (All.) Grulich
- Rosularia hirsuta (All.) Eggli
- Sedum hispidum Poir.
- Sedum winkleri var. maroccanum Font Quer[4]

subsp. baeticum Rouy
- Cotyledon winkleri (Willk.) Pérez Lara
- Oreosedum hirsutum subsp. baeticum (Rouy) Velayos
- Oreosedum winkleri (Willk.) Grulich
- Sedum winkleri (Willk.) Wolley-Dod
- Umbilicus winkleri Willk.

subsp. wilczekianum (Font Quer) Maire
- Rosularia wilczekiana (Font Quer) Eggli
- Sedum wilczekianum Font Quer

## Nombres comunes
- Castellano: arroz del cuco, arroz del curquiecho, uva de gato, uvas de gato.[5]